# Halo (automobilizam)
Halo je sustav za zaštitu vozača koji se koristi u automobilističkim utrkama, a sastoji se od zakrivljene šipke postavljene na bolidu za zaštitu glave vozača. Prvi testovi halo zaštite obavljeni su 2016., a od 2018. FIA je uvela pravilo da halo treba biti na svakom bolidu Formule 1, Formule 2, Formule 3, Formule E i Formule 4. Halo zaštitu koriste i druge trkače kategorije koje nisu pod okriljem FIA-e, kao što su IndyCar Series, Indy Lights, Super Formula, Super Formula Lights, EuroFormula Open i Australska Formula S5000.